# Lista papilor care au fost depuși
Papii care, pentru diferite motive, au fost depuși sunt:
- Silveriu, depus în 11 martie 537, mort la 2 decembrie 573
- Martin I, depus în 17 iunie 654, mort pe 16 septembrie 655.
- Roman, depus în noiembrie 897, nu se cunoaște anul morții sale.
- Leon al V-lea, depus în septembrie 903, mort în ianuarie 904.
- Ioan al X-lea depus în mai 928, iar următorul an (929) sufocat cu o perină în închisoarea Sant’Angelo.
- Ioan al XII-lea, depus în 4 decembrie 963, mort în mai 964.
- Leon al VIII-lea, depus în 26 februarie 964, mort la 1 martie 965.
- Benedict al V-lea, depus în 23 iunie 964, mort pe 4 iulie 966.
- Benedict al IX-lea, de două ori a fost depus și o dată a renunțat: 1) septembrie 1044 și 2) 16 iulie 1048, a murit în 1055 sau 1056.
- Silvestru al III-lea, depus în 10 martie 1045, mort în 1063.
- Grigore al VI-lea, depus pe 20 decembrie 1046, mort în ianuarie sau februarie 1047.
- Grigore al XII-lea, depus pe 4 iulie 1414, mort pe 18 octombrie 1417.